# Intermedier öröklésmenet
|   | A  | a  |
| - | -- | -- |
| A | AA | Aa |
| a | Aa | aa |

Intermedier, más néven köztes öröklésmenetnek nevezik, amikor a genetikai örökítőanyag két allélje közül egyik sem tudja elnyomni a másikat, így a kettő közötti átmenet jön létre a fenotípusban. Nincs szó domináns vagy recesszív allélról. Nem tévesztendő össze a kodomináns öröklésmenettel, amiben a heterozigótákban mindkét allél kifejeződik.
Ha a két allél kifejeződési ereje nem egyforma, akkor az átmenetet képez a domináns-recesszív öröklődésmenethez.

## Elnevezései
- Féldominancia[forrás?]
- Szemidominanica[1]
- Inkomplett dominancia
- Nem teljes dominancia

## Felfedezése

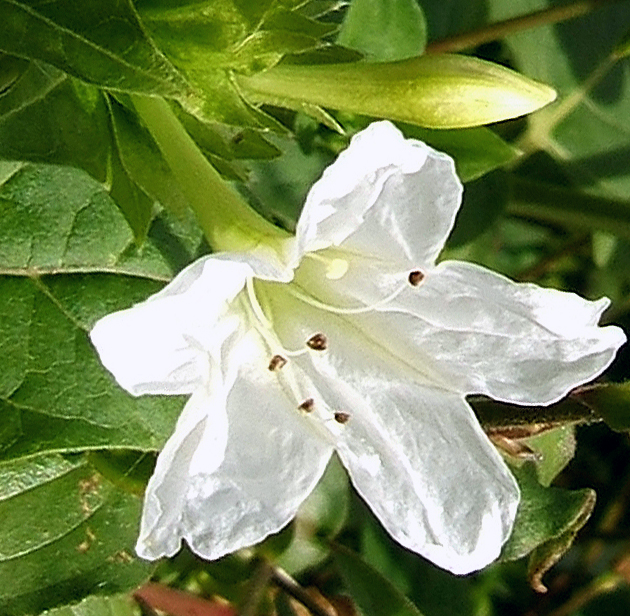
Fehér csodatölcsér

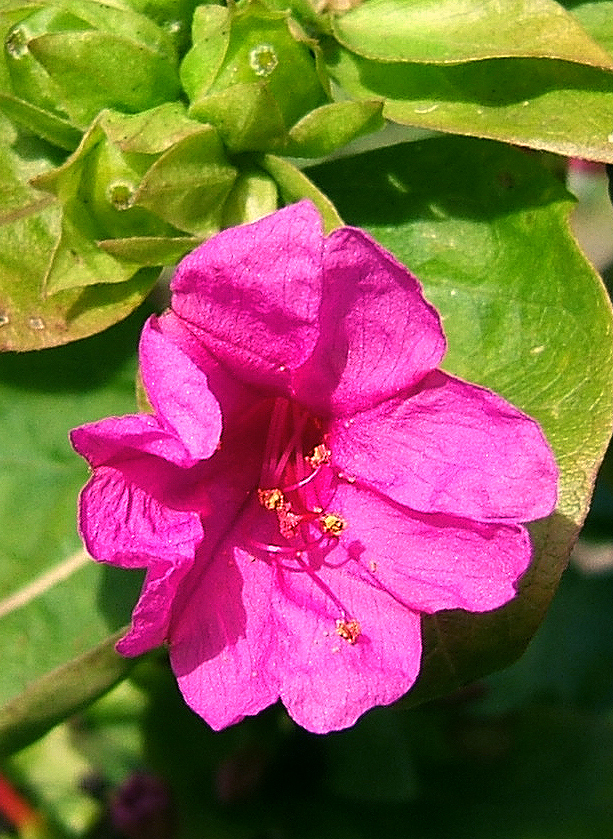
Piros csodatölcsér

Az öröklésmenetet Carl Correns egy csodatölcsér (Mirabilis jalapa) nevű virágnál figyelte meg. Piros és fehér egyedek keresztezéséből származó F1 nemzedék virágai rózsaszínűek lettek. Vagyis egyik szülő fenotípusa sem lehetett domináns. Az F2 nemzedék virágai piros, rózsaszín és fehér virágúak 1:2:1 arányban. Az F2 nemzedék 1:2:1 aránya azt igazolja, hogy a három fenotípust egy allélpár határozza meg.